# Fritz Ahrberg

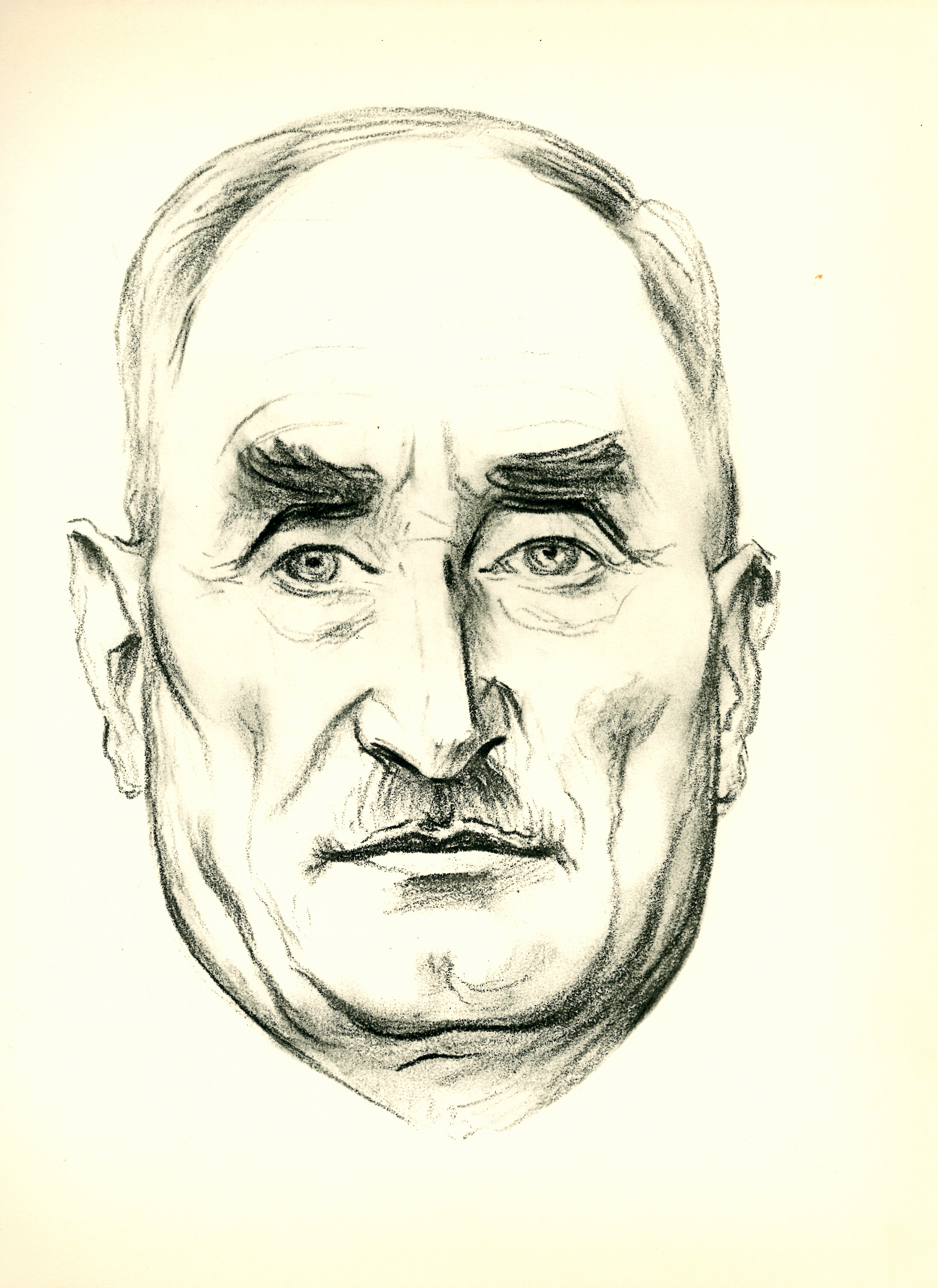
Porträt von Fritz Ahrberg;
Zeichnung des Malers August Heitmüller, um 1928

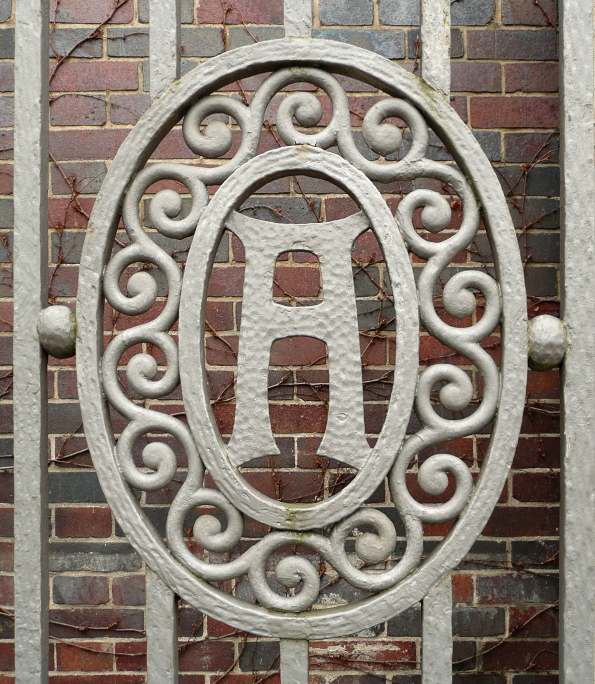
Das A als Firmensymbol der Wurstfabrik Fritz Ahrberg

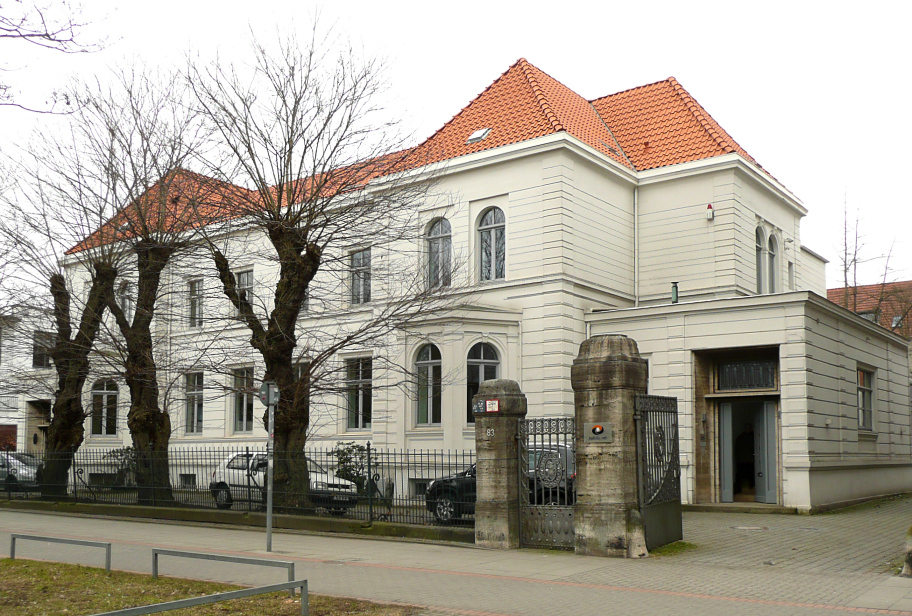
Ahrbergvilla am früheren Werksgelände der Wurstfabrik Fritz Ahrberg

Fritz Ahrberg (* 18. Mai 1866 in Egestorf (Deister); † 1. April 1959 in Hannover) war ein deutscher Unternehmer und Gründer der Wurstfabrik Fritz Ahrberg.

## Leben
Als gelernter Fleischer eröffnete Ahrberg im Jahr 1896 einen Fleischerladen in Linden. Das Geschäft entwickelte sich gut, so dass er schon bald expandieren konnte. 1912 gründete er die Wurstfabrik Fritz Ahrberg in der Deisterstraße und betrieb mehrere Filialen in Hannover und Umgebung. Von den Folgen des Zweiten Weltkrieges, in dem ein Teil der Fabrikgebäude bei den Luftangriffen auf Hannover zerstört wurden, erholte sich die Firma Ahrberg schnell. Sie erhöhte die Anzahl der Filialen, die sich nun auch in anderen Städten Niedersachsens befanden, auf etwa 50. Die Fleisch- und Wurstwaren verkauften sich aufgrund ihrer Qualität im gesamten Bundesgebiet gut. Auf dem Höhepunkt der Firmengeschichte waren über 1.200 Mitarbeiter im Unternehmen tätig.
Fritz Ahrberg, der sich neben seiner unternehmerischen Tätigkeit auch für die Förderung des Schützenwesens und der Kunst einsetzte, wurde für seine Leistungen mehrfach geehrt. In den 1950er Jahren finanzierte Fritz Ahrberg für die Volksschule seines Geburtsortes Egestorf den Bau einer Turnhalle, die seinen Namen trägt. Kurz vor seinem 93. Geburtstag gestorben, wurde er auf dem Stadtfriedhof Ricklingen beigesetzt.
Die Firma geriet nach seinem Tod in finanzielle Schwierigkeiten und wurde 1991 an das saarländische Unternehmen Höll Feine Fleisch- und Wurstwaren GmbH in Saarbrücken verkauft. Unter dem Namen Fritz Ahrberg Handelsgesellschaft mbH firmiert noch ein eigenständiges Unternehmen in Hannover-Linden. 2001 übernahm die Landschlachterei Gramann GmbH aus Pattensen bei Hannover die Ahrbergrechte und verkauft unter dem Namen Ahrberg weltweit seine Produkte. Eine Straße in Linden-Süd neben dem ehemaligen Fabrikgelände wurde 1975 in Ahrbergstraße umbenannt. Die Fabrikgebäude sind in ein Wohn- und Geschäftsviertel unter dem Namen Ahrbergviertel umgewandelt worden.
Die Fritz-Ahrberg-Stiftung ist in der Lebensmittelforschung tätig.

## Ehrungen
- Ehrenbürger der Tierärztlichen Hochschule Hannover
- Bundesverdienstkreuz 1. Klasse (17. Februar 1954)[1]